# Le Grand-Celland
Le Grand-Celland település Franciaországban, Manche megyében. Lakosainak száma 595 fő (2022. január 1.). Le Grand-Celland Brécey, La Chapelle-Urée, Isigny-le-Buat, Le Mesnil-Ozenne, Le Petit-Celland, Reffuveille és Saint-Ovin községekkel határos.

## Népesség
A település népességének változása:
| Lakosok száma | 576  | 456  | 427  | 502  | 574  | 575  | 586  | 601  | 604  | 595  |
|               | 1968 | 1982 | 1990 | 2006 | 2013 | 2015 | 2017 | 2019 | 2020 | 2022 |